# Armageddon (phim, 1962)
Armageddon (tiếng Nga: Армагеддон) là một bộ phim tâm lý của đạo diễn Mikhail Izrailev, ra mắt lần đầu năm 1962.

## Nội dung
Traian, vị hôn phu của Natalitsa, người đã nhập ngũ được 3 năm. Trong khi đó, là một người sùng đạo, cô bị bạn bè chế nhạo vì niềm tin của bản thân vào Thần Thánh khiến cô tự giam bản thân mình. Và dưới sự ảnh hưởng của mẹ cô, cô hoàn toàn gia nhập giáo phái Nhân Chứng Giê-hô-va. Tất cả niềm vui trong cuộc sống của Natlia là cô em gái, người đã tìm thấy con búp bê Kaloyan mà Traian đã khắc cho hôn phu của mình.
Traian, người vừa trở về từ quân đội đã cố gắng "đánh thức" Natalitsa, và đôi khi anh đã thành công, nhưng Natalitsa luôn nghi ngờ bản thân vì cô tin rằng bản thân là một tội nhân, và không biết làm cách nào để thoát khỏi tình huống khó khăn này. Ngôi nhà của gia đình Natalitsa có một căn phòng bí mật, nơi các thành viên của giáo phái che giấu một xưởng in dưới lòng đất. Giáo phái này là vỏ bọc cho một mạng lưới gián điệp được thành lập trên lãnh thổ Moldova của Liên Xô.
Domnica, mẹ của Natalitsa, luôn vứt Kaloyan ra ngoài và trừng phạt con gái út mình vì bà tin rằng bất kỳ con búp bê nào cũng là một vật sùng bái và bà ta phải giấu nó đi. Vì vậy, vào một ngày, cô phát hiện ra sự tồn tại của căn phòng bí mật và trở thành nhân chứng của cuộc trò chuyện của "anh trai" mình về các giáo phái và việc in ấn. Hoảng sợ vụ việc bị phơi bày, anh đã đuổi theo cô, và khiến cô vô tình rơi từ gác mái nhà và tử vong.

## Diễn viên
- Izolda Izvitskaya
- Eduard Bredun
- Domnika Daryenko
- Svetlana Shvayko
- Vladimir Pitsek
- Lavrenty Masokha
- Trifon Gruzin
- Ion Ungureanu
- Vladimir Rudin
- Mikhail Tumanishvili
- Viktor Uralsky

## Ê-kíp
- Thiết kế sản xuất: Anton Mater